# Marsberg

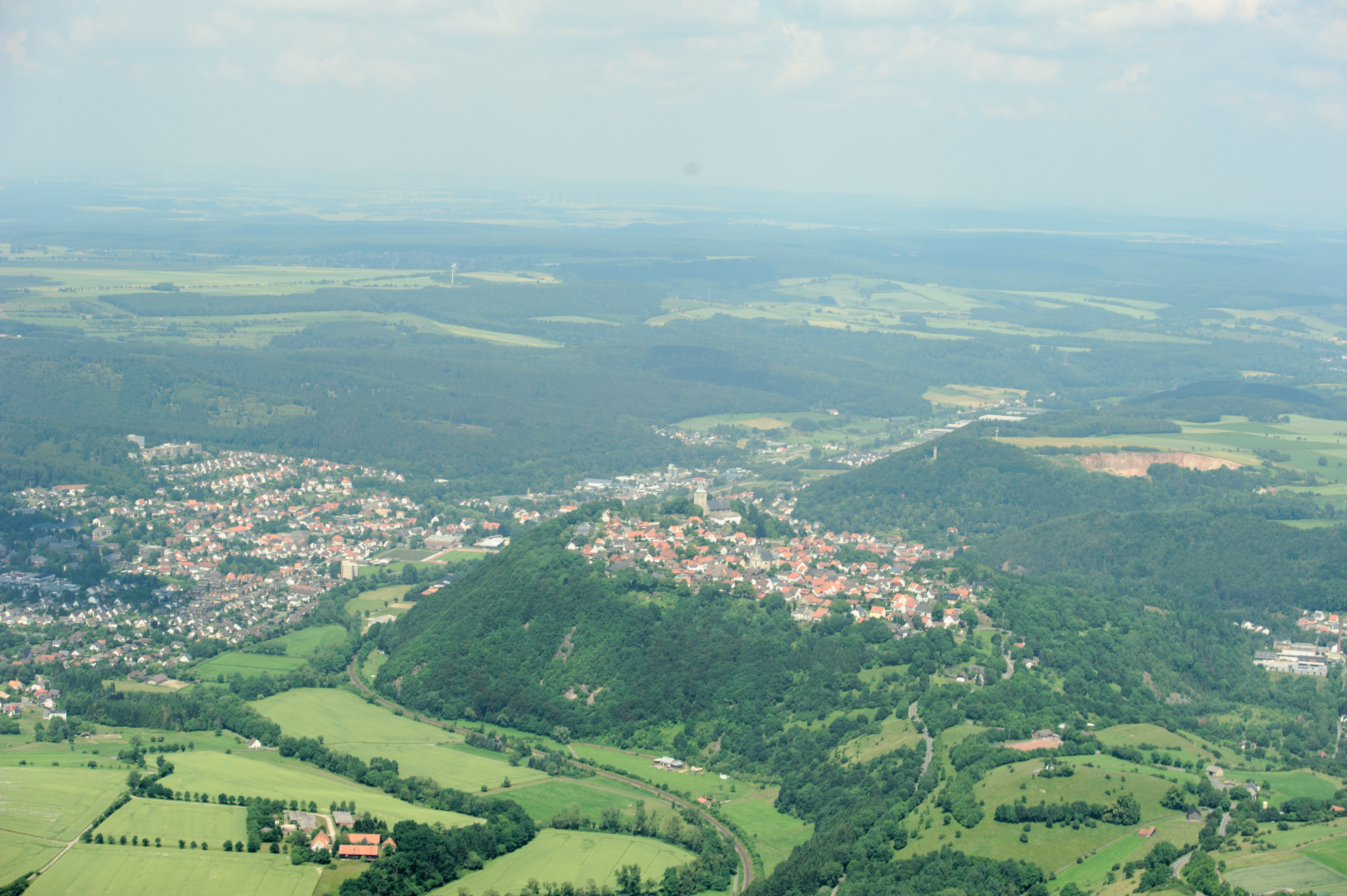
Marsberg/Obermarsberg

Marsberg est une ville de Rhénanie-du-Nord-Westphalie (Allemagne), située dans l'arrondissement du Haut-Sauerland, dans le district d'Arnsberg, dans le Landschaftsverband de Westphalie-Lippe. Elle est jumelée avec Lillers (Nord-Pas-de-Calais).

## Personnalités liées à la ville
- Rosa Buchthal (1874-1958), femme politique et féministe
- Hermann Köhler (1950-), athlète ;
- Fabian Lamotte (1983-), joueur et entraîneur de football ;
- Peter Lohmeyer (1962-), acteur ;
- Ferdinand August von Spiegel (1764-1835), prince-électeur de Cologne de 1824 à 1835 ;
- Franz Wilhelm von Spiegel (1753-1815), fonctionnaire et ministre de l'électorat de Cologne.